# Asteromyces cruciatus
Asteromyces cruciatus är en svampart som beskrevs av Moreau & M. Moreau ex Hennebert 1962. Asteromyces cruciatus ingår i släktet Asteromyces, divisionen sporsäcksvampar och riket svampar.   Inga underarter finns listade i Catalogue of Life.